# Marathon van Barcelona 1998
De marathon van Barcelona 1998 (ook wel Catalunya Barcelona) werd gehouden op zondag 15 maart 1998 in Barcelona. Het was de 21e editie van deze marathon.
Bij de mannen werd de wedstrijd gewonnen door de Marokkaan Abdessalam Serrokh in 2:09.48. Op de finish had hij een ruime voorsprong van bijna zes minuten op de Tanzaniaan Andrea Nade, die in 2:15.38 over de finish kwam. Dit was zijn tweede overwinning op rij in deze wedstrijd. Bij de vrouwen ging de Spaanse Ana-Isabel Alonso met de hoogste eer strijken door de wedstrijd te winnen in 2:30.05.
In totaal finishten 2520 deelnemers de wedstrijd.

## Uitslagen

### Mannen
| rang   | naam               | land | tijd    |
| ------ | ------------------ | ---- | ------- |
| Goud   | Abdessalam Serrokh | MAR  | 2:09.48 |
| Zilver | Andrea Nade        | TAN  | 2:15.38 |
| Brons  | Benito Ojeda       | ESP  | 2:15.47 |
| 4      | John Lorry         | TAN  | 2:16.48 |
| 5      | Joshua Kipkemboi   | KEN  | 2:18.34 |
| 6      | Chala Kelile       | ETH  | 2:18.40 |
| 7      | Abner Chipu        | RSA  | 2:20.10 |

### Vrouwen
| rang   | naam                   | land | tijd    |
| ------ | ---------------------- | ---- | ------- |
| Goud   | Ana-Isabel Alonso      | ESP  | 2:30.05 |
| Zilver | Elfenesh Alemu         | ETH  | 2:32.07 |
| Brons  | Natalia Requena        | ESP  | 2:39.18 |
| 4      | Josefa Cruz            | ESP  | 2:41.01 |
| 5      | Jennifer Akerberg      | SWE  | 2:41.20 |
| 6      | Fabiola Oppliger       | SUI  | 2:48.52 |
| 8      | Marisa-Isabel Martinez | ESP  | 3:08.56 |

1978 ·
1979 ·
1980 ·
1981 ·
1981 ·
1983 ·
1984 ·
1985 ·
1986 ·
1987 ·
1988 ·
1989 ·
1990 ·
1991 ·
1992 ·
1993 ·
1994 ·
1995 ·
1996 ·
1997 ·
1998 ·
1999 ·
2000 ·
2001 ·
2002 ·
2003 ·
2004 ·
2005 ·
2006 ·
2007 ·
2008 ·
2009 ·
2010 ·
2011 ·
2012 ·
2013 ·
2014 ·
2015 ·
2016 ·
2017 ·
2018 ·
2019 ·
2020 ·
2021 ·
2022 ·
2023 ·
2024